# Medaillenspiegel der Olympischen Sommerspiele 2020
Diese Tabelle zeigt den Medaillenspiegel der Olympischen Sommerspiele 2020 in Tokio, die vom 23. Juli bis 8. August 2021 stattfanden. Die Platzierungen sind nach der Anzahl der gewonnenen Goldmedaillen sortiert, gefolgt von der Anzahl der Silber- und Bronzemedaillen (lexikographische Ordnung). Weisen zwei oder mehr Länder eine identische Medaillenbilanz auf, werden sie alphabetisch geordnet auf dem gleichen Rang geführt. Dies entspricht dem System, das vom Internationalen Olympischen Komitee (IOC) verwendet wird.
93 der 208 teilnehmenden Nationen gewannen in den 339 ausgetragenen Wettbewerben mindestens eine Medaille, so viele wie nie zuvor. Von diesen gewannen 65 mindestens eine Goldmedaille, was ebenfalls einer neuen Rekordmarke entspricht. Während Bermuda, Katar und die Philippinen zum ersten Mal einen Olympiasieger stellten, gewannen Burkina Faso, San Marino und Turkmenistan erstmals überhaupt eine olympische Medaille.

## Medaillenspiegel
| Platz | Mannschaft                           | Gold | Silber | Bronze | Gesamt |
| ----- | ------------------------------------ | ---- | ------ | ------ | ------ |
| 01    | Vereinigte Staaten (USA)             | 39   | 41     | 33     | 113    |
| 02    | China (CHN)                          | 38   | 32     | 19     | 89     |
| 03    | Japan (JPN)                          | 27   | 14     | 17     | 58     |
| 04    | Großbritannien (GBR)                 | 22   | 20     | 22     | 64     |
| 05    | Russisches Olympisches Komitee (ROC) | 20   | 28     | 23     | 71     |
| 06    | Australien (AUS)                     | 17   | 7      | 22     | 46     |
| 07    | Niederlande (NED)                    | 10   | 12     | 14     | 36     |
| 08    | Frankreich (FRA)                     | 10   | 12     | 11     | 33     |
| 09    | Deutschland (GER)                    | 10   | 11     | 16     | 37     |
| 10    | Italien (ITA)                        | 10   | 10     | 20     | 40     |
| 11    | Kanada (CAN)                         | 7    | 7      | 10     | 24     |
| 12    | Brasilien (BRA)                      | 7    | 6      | 8      | 21     |
| 13    | Neuseeland (NZL)                     | 7    | 6      | 7      | 20     |
| 14    | Kuba (CUB)                           | 7    | 3      | 5      | 15     |
| 15    | Ungarn (HUN)                         | 6    | 7      | 7      | 20     |
| 16    | Südkorea (KOR)                       | 6    | 4      | 10     | 20     |
| 17    | Polen (POL)                          | 4    | 5      | 5      | 14     |
| 18    | Tschechien (CZE)                     | 4    | 4      | 3      | 11     |
| 19    | Kenia (KEN)                          | 4    | 4      | 2      | 10     |
| 20    | Norwegen (NOR)                       | 4    | 2      | 2      | 8      |
| 21    | Jamaika (JAM)                        | 4    | 1      | 4      | 9      |
| 22    | Spanien (ESP)                        | 3    | 8      | 6      | 17     |
| 23    | Schweden (SWE)                       | 3    | 6      | —      | 9      |
| 24    | Schweiz (SUI)                        | 3    | 4      | 6      | 13     |
| 25    | Dänemark (DEN)                       | 3    | 4      | 4      | 11     |
| 26    | Kroatien (CRO)                       | 3    | 3      | 2      | 8      |
| 27    | Iran (IRI)                           | 3    | 2      | 2      | 7      |
| 28    | Serbien (SRB)                        | 3    | 1      | 5      | 9      |
| 29    | Belgien (BEL)                        | 3    | 1      | 3      | 7      |
| 30    | Bulgarien (BUL)                      | 3    | 1      | 2      | 6      |
| 31    | Slowenien (SLO)                      | 3    | 1      | 1      | 5      |
| 32    | Usbekistan (UZB)                     | 3    | —      | 2      | 5      |
| 33    | Georgien (GEO)                       | 2    | 5      | 1      | 8      |
| 34    | Chinesisch Taipeh (TPE)              | 2    | 4      | 6      | 12     |
| 35    | Türkei (TUR)                         | 2    | 2      | 9      | 13     |
| 36    | Griechenland (GRE)                   | 2    | 1      | 1      | 4      |
| 0     | Uganda (UGA)                         | 2    | 1      | 1      | 4      |
| 38    | Ecuador (ECU)                        | 2    | 1      | —      | 3      |
| 39    | Irland (IRL)                         | 2    | —      | 2      | 4      |
| 0     | Israel (ISR)                         | 2    | —      | 2      | 4      |
| 41    | Katar (QAT)                          | 2    | —      | 1      | 3      |
| 42    | Bahamas (BAH)                        | 2    | —      | —      | 2      |
| 0     | Kosovo (KOS)                         | 2    | —      | —      | 2      |
| 44    | Ukraine (UKR)                        | 1    | 6      | 12     | 19     |
| 45    | Belarus (BLR)                        | 1    | 3      | 3      | 7      |
| 46    | Rumänien (ROU)                       | 1    | 3      | —      | 4      |
| 0     | Venezuela (VEN)                      | 1    | 3      | —      | 4      |
| 48    | Indien (IND)                         | 1    | 2      | 4      | 7      |
| 49    | Hongkong (HKG)                       | 1    | 2      | 3      | 6      |
| 50    | Philippinen (PHI)                    | 1    | 2      | 1      | 4      |
| 0     | Slowakei (SVK)                       | 1    | 2      | 1      | 4      |
| 52    | Südafrika (RSA)                      | 1    | 2      | —      | 3      |
| 53    | Österreich (AUT)                     | 1    | 1      | 5      | 7      |
| 54    | Ägypten (EGY)                        | 1    | 1      | 4      | 6      |
| 55    | Indonesien (INA)                     | 1    | 1      | 3      | 5      |
| 56    | Äthiopien (ETH)                      | 1    | 1      | 2      | 4      |
| 0     | Portugal (POR)                       | 1    | 1      | 2      | 4      |
| 58    | Tunesien (TUN)                       | 1    | 1      | —      | 2      |
| 59    | Estland (EST)                        | 1    | —      | 1      | 2      |
| 0     | Fidschi (FIJ)                        | 1    | —      | 1      | 2      |
| 0     | Lettland (LAT)                       | 1    | —      | 1      | 2      |
| 0     | Thailand (THA)                       | 1    | —      | 1      | 2      |
| 63    | Bermuda (BER)                        | 1    | —      | —      | 1      |
| 0     | Marokko (MAR)                        | 1    | —      | —      | 1      |
| 0     | Puerto Rico (PUR)                    | 1    | —      | —      | 1      |
| 66    | Kolumbien (COL)                      | —    | 4      | 1      | 5      |
| 67    | Aserbaidschan (AZE)                  | —    | 3      | 4      | 7      |
| 68    | Dominikanische Republik (DOM)        | —    | 3      | 2      | 5      |
| 69    | Armenien (ARM)                       | —    | 2      | 2      | 4      |
| 70    | Kirgisistan (KGZ)                    | —    | 2      | 1      | 3      |
| 71    | Mongolei (MGL)                       | —    | 1      | 3      | 4      |
| 72    | Argentinien (ARG)                    | —    | 1      | 2      | 3      |
| 0     | San Marino (SMR)                     | —    | 1      | 2      | 3      |
| 74    | Jordanien (JOR)                      | —    | 1      | 1      | 2      |
| 0     | Malaysia (MAS)                       | —    | 1      | 1      | 2      |
| 0     | Nigeria (NGR)                        | —    | 1      | 1      | 2      |
| 77    | Bahrain (BRN)                        | —    | 1      | —      | 1      |
| 0     | Litauen (LTU)                        | —    | 1      | —      | 1      |
| 0     | Namibia (NAM)                        | —    | 1      | —      | 1      |
| 0     | Nordmazedonien (MKD)                 | —    | 1      | —      | 1      |
| 0     | Saudi-Arabien (KSA)                  | —    | 1      | —      | 1      |
| 0     | Turkmenistan (TKM)                   | —    | 1      | —      | 1      |
| 83    | Kasachstan (KAZ)                     | —    | —      | 8      | 8      |
| 84    | Mexiko (MEX)                         | —    | —      | 4      | 4      |
| 85    | Finnland (FIN)                       | —    | —      | 2      | 2      |
| 86    | Botswana (BOT)                       | —    | —      | 1      | 1      |
| 0     | Burkina Faso (BUR)                   | —    | —      | 1      | 1      |
| 0     | Elfenbeinküste (CIV)                 | —    | —      | 1      | 1      |
| 0     | Ghana (GHA)                          | —    | —      | 1      | 1      |
| 0     | Grenada (GRN)                        | —    | —      | 1      | 1      |
| 0     | Kuwait (KUW)                         | —    | —      | 1      | 1      |
| 0     | Moldau (MDA)                         | —    | —      | 1      | 1      |
| 0     | Syrien (SYR)                         | —    | —      | 1      | 1      |
|       | Gesamt                               | 340  | 338    | 402    | 1080   |

## Aberkannte Medaillen
Siehe auch: Liste der aberkannten olympischen Medaillen
※ Disqualifizierte(r) Athlet(en)
| Entscheidung     | Wettbewerb                        | Athlet (NOC)                                                                              | Goldmedaille | Silbermedaille | Bronzemedaille | Gesamt | Grund |
| ---------------- | --------------------------------- | ----------------------------------------------------------------------------------------- | ------------ | -------------- | -------------- | ------ | --- |
| 18. Februar 2022 | Leichtathletik 4 × 100 m (Männer) | Großbritannien (GBR)Zharnel Hughes ※ Richard Kilty ※ Nethaneel Mitchell-Blake ※ CJ Ujah ※ |              | −1             |                | −1     | Am 12. August 2021 ist Chijindu Ujah positiv auf selektive Androgenrezeptor-Modulatoren getestet worden. Sechs Monate später forderte das IOC das Team GB offiziell auf, auch die Medaillen von dessen Teamkollegen Zharnel Hughes, Richard Kilty und Nethaneel Mitchell-Blake abzugeben. Kanadas Staffelteam erhielt die Silbermedaille und Chinas Staffelteam wurde mit Bronze ausgezeichnet. |
| 18. Februar 2022 | Leichtathletik 4 × 100 m (Männer) | Kanada (CAN)Jerome Blake Aaron Brown Andre De Grasse Brendon Rodney                       |              | +1             | −1             | 0      | Am 12. August 2021 ist Chijindu Ujah positiv auf selektive Androgenrezeptor-Modulatoren getestet worden. Sechs Monate später forderte das IOC das Team GB offiziell auf, auch die Medaillen von dessen Teamkollegen Zharnel Hughes, Richard Kilty und Nethaneel Mitchell-Blake abzugeben. Kanadas Staffelteam erhielt die Silbermedaille und Chinas Staffelteam wurde mit Bronze ausgezeichnet. |
| 18. Februar 2022 | Leichtathletik 4 × 100 m (Männer) | China (CHN)Tang Xingqiang Su Bingtian Xie Zhenye Wu Zhiqiang                              |              |                | +1             | +1     | Am 12. August 2021 ist Chijindu Ujah positiv auf selektive Androgenrezeptor-Modulatoren getestet worden. Sechs Monate später forderte das IOC das Team GB offiziell auf, auch die Medaillen von dessen Teamkollegen Zharnel Hughes, Richard Kilty und Nethaneel Mitchell-Blake abzugeben. Kanadas Staffelteam erhielt die Silbermedaille und Chinas Staffelteam wurde mit Bronze ausgezeichnet. |

| Mannschaft           | Gold | Silber | Bronze | Nettoveränderung |
| -------------------- | ---- | ------ | ------ | ---------------- |
| Großbritannien (GBR) | 0    | −1     | 0      | −1               |
| Kanada (CAN)         | 0    | +1     | −1     | 0                |
| China (CHN)          | 0    | 0      | +1     | +1               |